# ISO 9075
Стандарт ISO/IEC 9075: "Information technology - Database languages - SQL", описує мову SQL.
Детальніше див окремі випуски:
- SQL-86 (чи SQL-87) - це стандарт ISO 9075:1987
- SQL-89 - це стандарт ISO/IEC 9075:1989
- SQL-92 - це стандарт ISO/IEC 9075:1992
- SQL:1999 - це стандарт ISO/IEC 9075:1999
- SQL:2003 - це стандарт ISO/IEC 9075:2003
- SQL:2006 - це стандарт ISO/IEC 9075:2006
- SQL:2008 - це стандарт ISO/IEC 9075:2008
- SQL:2011 - це стандарт ISO/IEC 9075:2011
- SQL:2016 - це стандарт ISO/IEC 9075:2016